# Privatbrauerei Bischoff
Die Privatbrauerei Bischoff GmbH + Co. KG war eine Brauerei im pfälzischen Winnweiler.

## Geschichte
Christian Bischoff (1843–1887), der Gründer der Brauerei, schenkte in seiner zur Brauerei umgebauten Scheune in Winnweiler am 7. Dezember 1866 das erste Bier aus. Dieser Tag gilt als Gründungsdatum des Unternehmens. Im Jahre 1884 wurden die Anlagen an den heutigen Standort „An den Hopfengärten“ verlegt.
Das Unternehmen war weiterhin in Familienbesitz und bezeichnete sich als „Die einzige Brauerei der Nordpfalz“. Geschäftsführender Gesellschafter in fünfter Generation waren von 2001 bis 2009 Sven und Erik Bischoff. Nach dem Ausscheiden von Erik Bischoff führte Sven Bischoff seit Januar 2009 die Brauerei allein. Im Jahr 2003 hatte die Brauerei 85 Mitarbeiter und setzte 110.000 Hektoliter Bier ab, einen Teil davon auch im Ausland.
2014 übernahm die Karlsberg Brauerei den Vertrieb der Bischoff-Biere. Im Gegenzug entwickelte und produzierte Bischoff für den Karlsberg-Verbund Spezialitäten und Randsortimente. Einen Großteil der bei der Brauerei Bischoff produzierten Biere machen Lohnabfüllungen und die Auftragsbrauerei aus.
Im Dezember 2020 beantragte die Brauerei ein Insolvenzverfahren in Eigenverwaltung. Im Juli 2021 wurden Bestrebungen des Gesellschafters bekannt, das Brauereigelände inklusive der Gebäude und Maschinen meistbietend zu verkaufen und anschließend zurückzumieten.
Am 15. August 2022 wurde auf einer Gläubigerversammlung das Insolvenzverfahren in Eigenverwaltung aufgehoben und stattdessen ein Insolvenzverwalter bestellt. Zuvor hatte ein möglicher Investor kurzfristig abgesagt. Das Insolvenzverfahren in Eigenverwaltung war damit gescheitert, der Betrieb der Brauerei wurde kontrolliert heruntergefahren. Am 26. Oktober 2022 kündigte die Brauerei die endgültige Schließung des Betriebs an.
Inoffizielles Markenzeichen ist die Elwetritsch, das pfälzische Fabelwesen, auf sie spielt die Sorte Black Elwis (s. u.) an.

## Sortiment (Auswahl)

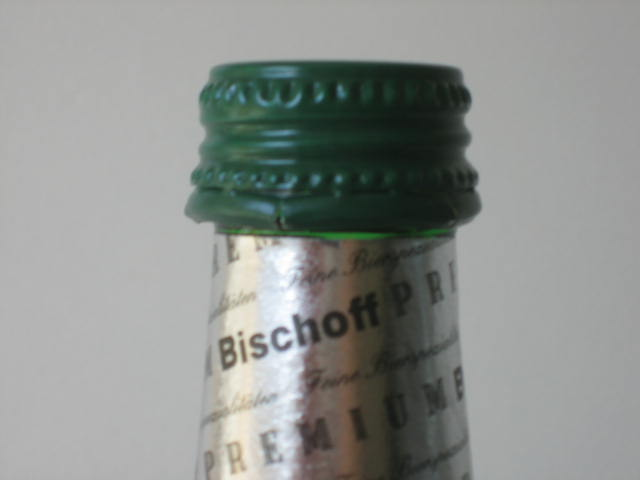
Premium Pilsener mit Schraubverschluss

Die Brauerei stellte folgende Biersorten her:
- Vier Weizenbiere unter dem Etikett Falkensteiner: Ur-Schwarze, Ur-Weisse (naturtrüb), Weizen (Kristallweizen) und Alkoholfreies Weizen
- Donnersberger – mildes, untergäriges Schwarzbier
- Fritz Walter-Bier
- Steinbrecher-Original
- Pälzer Hell – mild und süffig
- vier Craftbier-Spezialitäten: Triple Pale Ale, India Pale Ale, Weizenbock und Dry Hopped Wheat
- Auftragsbrauerei wie bspw. das als Joybräu über Aldi Süd vertriebene Proteinbier[4][11][12]

Alle 0,5 Liter-Flaschen waren mit Schraubverschluss ausgestattet.

## Auszeichnungen
Die Brauerei erhielt 2007 von der DLG den „Preis der Besten Bronze“ für „Unternehmen […], die über 5 Jahre hinweg ununterbrochen mit höchsten DLG-Prämierungen ihren überdurchschnittlichen Qualitätsstandard unter Beweis gestellt haben“.